# Aloposaure
L'aloposaure (Aloposaurus) és un gènere extint de sinàpsids de la família dels gorgonòpids que visqueren al sud d'Àfrica durant el Wuchiapingià (Permià superior). Se n'han trobat restes fòssils a la província sud-africana del Cap Occidental.

## Morfologia
Era un animal petit. L'espècie tipus, A. gracilis, és coneguda únicament a partir d'un exemplar jove d'aproximadament 12 cm de llargada. Això suggereix que l'exemplar sencer podria haver tingut una llargada de 60-70 cm, tot i que els adults probablement eren més grossos. L'aloposaure es caracteritzava per un crani relativament allargat, amb cinc dents semblants a incisives punxegudes a la premaxil·la, una gran canina i sis petites dents postcanines. Tanmateix, l'exemplar jove tenia una doble canina de substitució. L'aloposaure es caracteritzava per les seves fosses temporals més aviat grans.

## Classificació
L'espècie A. gracilis fou descrita el 1910 per Robert Broom, basant-se en el crani d'un individu jove trobat a Sud-àfrica. Una altra espècie, descrita originalment com a Aloposauroides tenuis (actualment Aloposaurus tenuis), tenia el crani allargat i més aviat prim, amb el marge superior còncau i la cresta sagital ben desenvolupada.
L'aloposaure era un representant més aviat arcaic dels gorgonops, un grup de teràpsids carnívors típics del Permià superior.